# جان سيناك
جان سيناك (بالفرنسية: Jean Sénac)‏ (1926-1973) هو كاتب جزائري ولد في بني صاف ولاية وهران غرب الجزائر العاصمة لأب مجهول الهوية وأم إسبانية مهاجرة.

## حياته
كانت حياته صعبة ومضطربة، ولكنه استطاع أن يتعلم وينشط في الصحافة الجزائرية أيام الاستعمار والاحتلال، ويكتب مقالات لينضم إلى الحركة الوطنية الجزائرية وحزب الشعب وجبهة التحرير الوطني، ما جعله محل انتقاد من الفرنسيين واتهموه بالخيانة، ولكنه كان يدعم استقلال الجزائر، وبقي كذلك إلى غاية اعتزاله الحياة السياسية وبقائه في إيطاليا إلى غاية استقلال الجزائر ليعود ويستقر في العاصمة حتى مقتله سنة 1973

## اغتياله
وجد مطعونا في مسكنه في شارع إيليزيه ريكلو، في أعالي العاصمة الجزائرية، صباح يوم 30 آب (أغسطس) 1973، جاء في صحيفة «المجاهد» الرسمية: «ألقت مصالح أمن الجزائر العاصمة القبض على شخص عربي يدعى محمد بريج، اعترف بأنّه قاتل الشاعر، الفرنسي الأصل، جان سيناك. واعترف القاتل بأن السرقة كانت دافعه لارتكاب الجريمة».

## أعماله
- أسس «جمعية الكتاب الجزائريين» عام 1947
- اصدر مجلة «شمس» عام 1952
- أصدر مجلة «سطوح» عام 1953
- ترجمت أعماله إلى العربية سنة 2003 تحت عنوان «شموس يحيى الوهراني»

## روابط خارجية
- جان سيناك على موقع الموسوعة البريطانية (الإنجليزية)